# 슈치정
슈치정(일본어: 須知町)은 일본 교토부 후나이군에 있던 정이다. 현재의 교탄바정의 중심부에 해당한다.

## 역사
- 1889년 4월 1일 - 정촌제 시행에 의해 9촌의 구역을 가지고 슈치촌이 성립하였다.
- 1901년 7월 19일 - 정으로 승격해 슈치정이 되었다.
- 1951년 4월 1일 - 다케노촌을 편입하였다.
- 1955년 4월 1일 - 다카하라촌과 합병해, 단바정이 성립, 동일 슈치정은 폐지되었다.

## 교통

### 도로
- 국도 제9호선
- 국도 제27호선

## 참고문헌
- 角川日本地名大辞典 26 京都府